# Waliły-Osada
Waliły-Osada – osada w Polsce położona w województwie podlaskim, w powiecie białostockim, w gminie Gródek.
Miejscowość utworzono 1 stycznia 2013.